# 1992年バルセロナオリンピックのマラウイ選手団
1992年バルセロナオリンピックのマラウイ選手団（1992ねんバルセロナオリンピックのマラウイせんしゅだん）は、1992年7月25日から8月9日にかけてスペインのカタルーニャ州バルセロナで開催された1992年バルセロナオリンピックのマラウイ選手団、およびその競技結果。

## 概要
マラウイはこのオリンピックの陸上競技に男子3人と女子1人の計4人を代表選手として参加させたが、メダルを獲得することはできなかった。

## 陸上競技
| 選手名           | 種目         | 結果     | 結果 | 備考                   |
| 選手名           | 種目         | 記録     | 順位 | 備考                   |
| ---------------- | ------------ | -------- | ---- | ---------------------- |
| Francis Munthali | 男子 800 m   | 1:56.69  |      | 予選第8組 8位にて敗退  |
| John Mwathiwa    | 男子 10000 m | 29:54.26 |      | 予選第2組 21位にて敗退 |
| Smartex Tambala  | 男子マラソン | 2:29:02  | 63   |                        |
| Prisca Singano   | 女子 800 m   | 2:20.84  |      | 予選第3組 7位にて敗退  |